# Christiane Henriette Koch
Christiane Henriette Koch, född 1731, död 1780, var en österrikisk skådespelare. 
Hon var engagerad vid teatern i Wien 1748, där hon gjorde sig känd för sina roller inom tragedi-, byxroll- och subrettfacket. Hon gifte sig med konstnären Gottfried Heinrich Koch och är känd som den första skådespelerskan i Tyskland att bli avmålad (1775). 